# 러브 콤 (영화)
《러브 콤》(일본어: ラブ コン)은 2006년 7월 15일에 개봉, 2007년 1월 1일에 DVD가 발매된 일본의 영화이다.

## 줄거리
키가 너무 크다는 이유로 남자에게 차인 과거를 지닌 키 170cm의 코이즈미 리사(후지사와 에마)와 키가 너무 작아 여자에게 차인 경험이 있는 키 159cm의 오오타니 아츠시(코이케 텟페이). 외모 콤플렉스를 가진 채 매일 서로 "꼬마~" "억센 여자!"라고 놀려대던 두 사람은 주변 사람들이 보기에는 최고의 호흡을 자랑하는 만담 콤비처럼 보일 뿐이다. 그래서인지 두 사람은 학교에 입학하자마자 노부코(타마키 나미)를 비롯해 나카오(야마자키 유스케), 치하루(쿠도 리사), 스즈키(미즈시마 히로)와 같은 반 친구들로부터 '올 한신·거인'이라는 별명을 얻게 된다. "그렇게 호흡이 잘 맞으니 한번 사귀어 보라"는 노부코의 펄펄 뛰던 두 사람은 또 말싸움을 하기에 이른다. 하지만 회화의 템포 뿐만 아니라 좋아하는 음식이나 음악 취향까지 똑같은 두 사람. 리사는 자기보다 키는 작아도 함께 있으면 재미있는 오오타니가 조금씩 좋아지기 시작한다. 특히 오오타니의 뜻밖의 남자다운 모습을 볼 때마다 그런 마음은 가속된다. 하지만 역시 키 차이가 문제. 둔감한 오오타니는 그런 리사의 마음에 아랑곳 하지 않는다. 그런 마음을 품은 채 맞이한 여름 축제에서 리사는 과감히 자신의 마음을 전하려 하는데 두 사람의 관계는 뜻하지 않는 방향으로 흐른다. 여기에 학원에 갑자기 나타난 꽃미남 선생 마이티(타니하라 쇼스케)까지 휘말리면서 파란만장한 학원 생활이 이뤄진다. 리사와 오오타니는 각자가 지닌 '러브 콤플렉스'를 뛰어 넘을 수 있을까?

## 캐스팅
- 후지사와 에마 - 코이즈미 리사 역
- 코이케 텟페이 - 오오타니 아츠시 역
- 쿠도 리사 - 다나카 치하루
- 타니하라 쇼스케 - 마이타케 쿠니우미 역
- 타마키 나미 - 이시하라 노부코 역
- 야마자키 유스케 - 나카오 헤이키치 역
- 미즈시마 히로 - 스즈키 료지 역
- 야마자키 시즈요 - 코이즈미 리에 역
- 야마자토 료타 - 리에 애인 역
- 다나카 요지 - 인력거 아저씨 역
- 누쿠미즈 요이치 - 타카노 키요지 역

## 스태프
- 감독 - 이시카와 키타지
- 각본 - 스즈키 오사무
- 기획 프로듀서 - 야마다 마사코
- 아트 디렉터 - 이이다 카즈구나
- 음악 - 카와구치 다이스케
- 주제가 - misono
- 제작 - 《러브 콤》제작위원회
- 배급 - 쇼치쿠

## 주제가
「スピードライブ」(스피드 라이브) -misono

## 영화 속 변경사항
- 오오타니 리사의 신장을 각각 159.0cm와 170.0cm로 변경하였다.
- 원작에서 리사는 남동생이 있지만 영화에서는 언니가 있는 설정으로 변경했다.
- 나카오는 고등학교 농구부에 가입하지 않았다.

## 기타
- 6월 9일을 『胸キュンの日』(직역하면 '가슴 찡한 날')로서 일본 기념일 협회에 신청하여 인정을 받았다.
- 2006년 7월 14일에 텔레비 아사히 애니메이션 『짱구는 못말려』에 후지사와 에마와 코이케 텟페이가 영화와 같은 역할로 깜짝 출연했다.